# Galgros
Galgros Galați este o companie distribuitoare de produse alimentare din România.
Compania este controlată de omul de afaceri Cătălin Chelu, care deține în nume propriu un pachet de circa 73% din acțiuni.
SIF Moldova, deține 10,36% din acțiuni iar SIF Transilvania are 8,5%.
Cifra de afaceri în 2006: 3,8 milioane lei (1 milion euro)